# Emballonura tiavato
Emballonura tiavato es una especie de murciélago de la familia Emballonuridae.

## Distribución geográfica
Es endémica de Madagascar.